# Nives
Nives  è un nome proprio di persona italiano femminile.

## Varianti
- Femminili: Nieves[2], Nieve[2], Nive[1][2][3], Nivea[1][2], Nivia[1][2][3], Niva[2][3], Neves[2], Nevi[2], Neve[2], Neva[2]
- Maschili: Nivio[1][2][3], Niveo[1][2], Nivo[3]

### Varianti in altre lingue
- Catalano: Neus[4]
- Croato: Nives[4]
- Portoghese: Neves[4]
- Spagnolo: Nieves[4], Nieve[4]

## Origine e diffusione

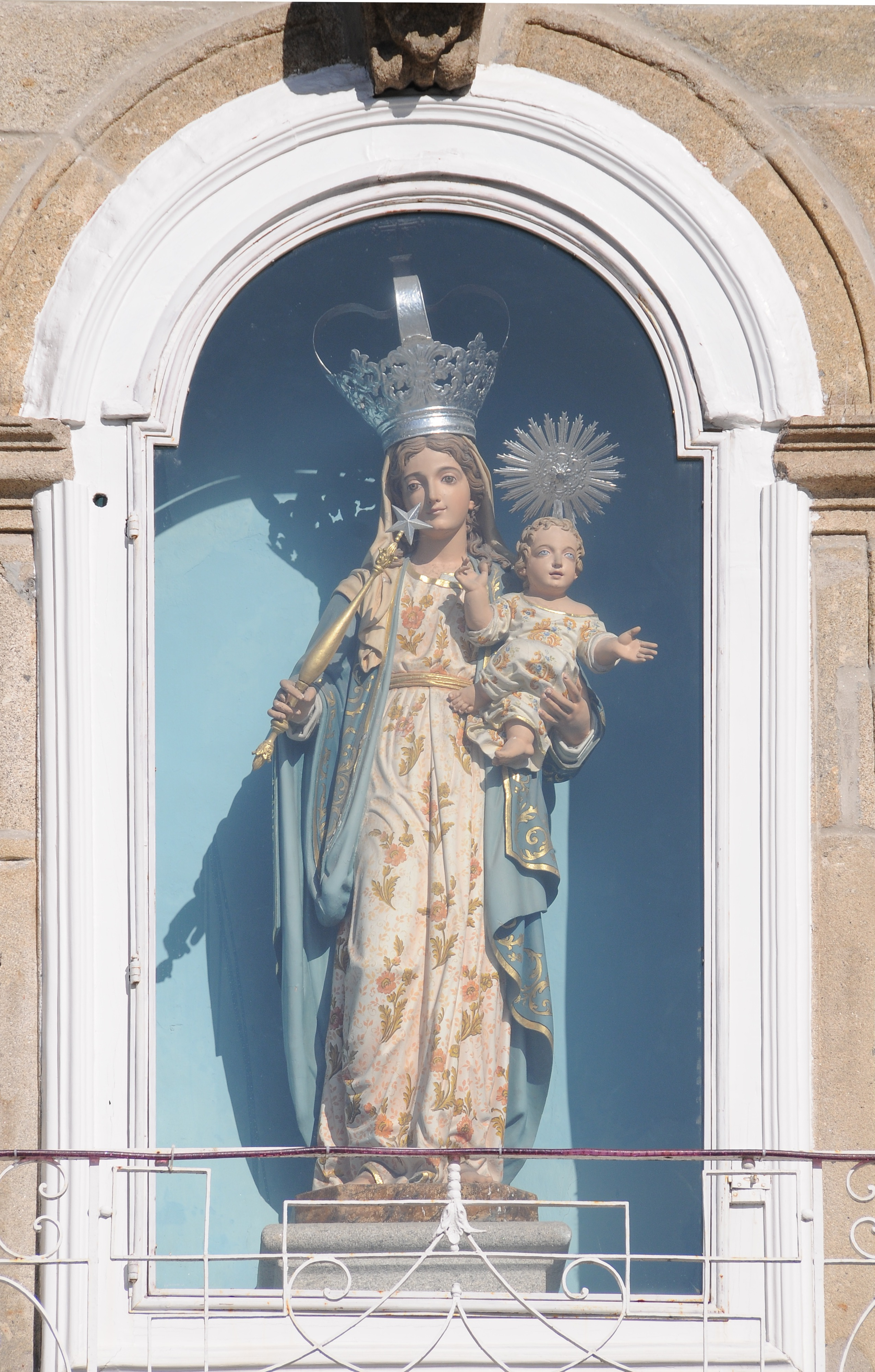
Statua della Madonna della Neve a Braga

Si tratta di un nome tipicamente cattolico, ispirato al titolo di "Nostra Signora della Neve" con cui Maria è venerata in diverse località montane e soprattutto a Roma, nella Basilica di Santa Maria Maggiore, dedicata appunto a Maria Santissima ad Nives. "Nives", per la precisione, è un termine latino che vuol dire "nevi" (plurale di "neve"), e il nome ha pertanto significato analogo ai nomi Edurne e Bora.
Si tratta di uno dei numerosi nomi italiani che si fondano sul culto mariano; fra gli altri si ricordano Addolorata, Consolata, Rosario, Catena e Sterpeta. In Italia, è diffuso soprattutto al Nord (specie in Friuli-Venezia Giulia ed Emilia-Romagna) e in Toscana; è attestato in molte varianti, nessuna delle quali gode però di una diffusione significativa.

## Onomastico
L'onomastico ricorre il 5 agosto, memoria della dedicazione della basilica di Santa Maria Maggiore sull'Esquilino di Roma, il più antico santuario mariano d'Occidente. La basilica fu eretta su un precedente edificio liberiano da papa Sisto III e dedicata alla Vergine, appena proclamata dal Concilio di Efeso "Madre di Dio". La sua dedicazione il 5 agosto è già ricordata dal martirologio geronimiano del VI secolo.

## Persone
- Nives Gessi, politica, partigiana e sindacalista italiana
- Nives Meroi, alpinista italiana
- Nives Poli, ballerina, coreografa e regista teatrale italiana
- Nives Zegna, annunciatrice televisiva e attrice italiana

### Variante Nieves
- Nieves Anula, cestista spagnola
- Nieves García, scacchista spagnola
- Nieves Lobón, cestista spagnola
- Nieves Navarro, attrice spagnola

### Altre varianti femminili
- Neus Asensi, attrice spagnola
- Nieve Jennings, modella scozzese
- Neva Leoni, attrice italiana

### Varianti maschili
- Nivio Sanchini, commediografo, regista e attore italiano